# Дип Ривер (Ајова)
Дип Ривер (енгл. Deep River) град је у америчкој савезној држави Ајова. По попису становништва из 2010. у њему је живело 279 становника.

## Демографија
Према попису становништва из 2010. у граду је живело 279 становника, што је -9 (-3.1%) становника више него 2000. године.
| Група             | 2000.       | 2010.        |
| Белци             | 285 (99,0%) | 279 (100.0%) |
| Афроамериканци    | 0 (0,0%)    | 0 (0,0%)     |
| Азијати           | 0 (0,0%)    | 0 (0,0%)     |
| Хиспаноамериканци | 3 (1,0%)    | 0 (0,0%)     |
| Укупно            | 288         | 279          |